# Dungoorus murrumbullus
Dungoorus murrumbullus is een keversoort uit de familie bladsprietkevers (Scarabaeidae). De wetenschappelijke naam van de soort is voor het eerst geldig gepubliceerd in 1958 door Carne.